# Henri Collet
Henri Collet (París, 5 de novembre de 1885 – 23 de novembre de 1951) fou un musicògraf i compositor francès.
A Madrid en la Facultat de Filosofia i Lletres, on estudià literatura espanyola amb Menéndez Pidal ensems que seguia estudis musicals amb el compositor Olmeda, especialment de folklore espanyol i d'autors antics.
Fruit dels seus estudis i investigacions en arxius i biblioteques espanyoles foren les següents obres: 
- Contribution à l'étude des Cantigas d'Alphonse le Savant, publicat el 1911 en el Bulletin Hispanique;
- Contribution à l'étude des théoriciens espagnols de la musique au XVIè siècle;
- Un tratado de Canto de organo, del segle XVI;
- Le mysticisme musical espagnol au XVIè siècle (París, 1913);
- Tomás Louis de Victoria (París, 1914);
- Albéniz et Granados (París, 1925);
- L'essor de la musique espagnole au XXè siècle (París, 1930).

Compositor distingit, va produir entre moltes altres obres:
- un poema simfònic, titulat El Escorial;
- una Suite Castellana, per a quintet amb piano;
- Impressions (Vers Burgos), per a quartet d'arc;
- una Sonate Castillane, per a violí i piano;
- i unes Romances, sobre text de F. Jammes.

Va traduir Oeuvre choisies, de Cervantes (París, 1920) i va publicar un Mèthode active de langue espagnole (París, 1920).